# FKA Twigs
Tahliah Debrett Barnett (Cheltenham, 17. siječnja 1988.), profesionalno poznata kao FKA Twigs (stilizirano kao FKA twigs), engleska je pjevačica, tekstopisac i plesačica. Bila je prateća plesačica brojnim glazbenicima, a svoj je glazbeni debi ostvarila s EP-jem EP1 (2012.) nakon kojeg je objavila još jedan EP, EP2 (2013.). Barnettin debitantski studijski album, LP1 (2014.), dosegao je 16. mjesto UK Albums Chart i 30. mjesto US Billboard 200 glazbene ljestvice. LP1 je iste godine bio nominiran za nagradu Mercury.
Nakon objave trećeg EP-ja (M3LL155X, 2015.), Barnett je uzela četverogodišnju pauzu koju je uslijedio njen drugi studijski album, Magdalene (2019.). Nakon potpisivanja ugovora s Atlantic Recordsom, objavila je svoj prvi mixtape Caprisongs (2022.). Kritičari su pohvalili Barnettinu diskografiju koja objedinjuje različite žanrove poput elektroničke glazbe, trip hopa, R&B-ja, hiperpopa i avangarde. Njen treći studijski album, Eusexua, trebao bi biti objavljen 24. siječnja 2025.